# Nam (jeu vidéo)
Nam est un jeu vidéo de type wargame créé par Roger Damon et publié par Strategic Simulations en 1986 sur Apple II, Atari 8-bit et Commodore 64. Le jeu simule des combats à petite échelle pendant la guerre du Viêt Nam et propose six scénarios aux objectifs variés. Dans la mission intitulé Suoi Cat, le joueur doit par exemple échapper à une embuscade tendues par les Viêt-Cong à plus de cinquante miles à l’est de Saigon. Dans la mission Hué, son objectif est reprendre le contrôle d’une ville tombée aux mains de l’ennemi. Dans un troisième scénario, il doit prendre le contrôle d’un réseau de souterrains défendu par les Viêt-Cong. Le joueur contrôle les troupes américaines qui ont l’avantage d’être mieux équipés que leurs adversaires puisqu’ils disposent notamment d’hélicoptères, de chars, de transports de troupes et de soldats mieux entrainés. De leur côté, les Viêt-Cong ne disposent que de simples combattant mais ont l’avantage du terrain. Le jeu se déroule au tour par tour, chacun d’eux étant divisé en plusieurs phases successives : observation, choix des cibles de l’artillerie, tirs des ennemis et déplacement. Le jeu propose également des options – comme s’enterrer, poser des mines ou se camoufler –  spécifiques à ce type d’affrontement. À la fin de chaque tour, l’ordinateur calcul les points remporté par chaque joueurs en fonction d’un certain barème : Détruire un hélicoptère vaut par exemple dix points alors que tuer un combattant Viêt-Cong en rapport seulement un.

## Système de jeu
Nam est un wargame qui simule, à l'échelle tactique, des escarmouches opposant des soldats américains et des Viêt-Cong dans le sud du Viêt Nam pendant la guerre du Viêt Nam,. Il propose six scenarios, se déroulant en ville ou dans la jungle, dans lesquels le joueur commande les troupes américaines et affronte l’ordinateur, qui contrôle les Viêt-Cong. Ces scénarios sont prédéfinis et le joueur ne peut pas modifier leur durée, le type de terrain les armes et les forces en présence dans chacun d’eux. Il peut en revanche choisir de suivre la réalité historique pour la  position initiale des unités, ou au contraire de sélectionner lui-même ses positions, parmi des choix proposés par l’ordinateur. Les scénarios proposés simulent une embuscade, l’attaque d’une Fire Support Base, la sécurisation d’une zone de jungle pour établir une Fire Base, l’éradication d’ennemis dans une série de grottes, une bataille de tanks en mars 1969 et la bataille de Huế pour le contrôle de Hué, lors de l’offensive du Tết en février 1968.
Le jeu se déroule au tour par tour, chaque tour étant divisé en différente phases : tirs, déplacements, frappes aériennes, enfouissement, sauvegarde de la partie et calcul des points. Les déplacements d’unités se font au joystick en dépensant un nombre variable de points d’actions en fonction des terrains traversés. L’infanterie n’a qu’une capacité de mouvement limité mais peut être embarqué à bord d’un hélicoptère ou d’un camions afin d’être transportés à destination. Les combats peuvent intervenir lors de plusieurs phases. Lors de sa phase de mouvement, une unité peut ainsi se faire tirer dessus par une unité ennemie dissimulée. C’est cependant lors des deux phases de tirs, l’un avant et l’autre après la phase de mouvement, que les combats se produisent. Pour engager le combat, le joueur doit simplement utiliser le joystick pour ordonner à une unité de tirer sur un ennemi se trouvant à portée et dans sa ligne de mire. Dans le jeu, chaque unité représente une escouade ou une batterie et peut être constituée d’infanterie, de véhicule de transport de troupes, de chars d'assaut, de mortiers, d’hélicoptères, d’artilleries, de mitrailleuses ou de canons sans recul. Chaque unité est caractérisée par sa puissance de feu, sa portée, ses capacités d’assaut et de mouvement  et sa force.

## Publication
Nam est développé par Roger Damon qui s’appuie pour cela sur le moteur de jeu de ses précédents wargames de combat tactique : Operation Whirlwind (1983), Field of Fire (1984) et Panzer Grenadier (1985),. Il est publié par Strategic Simulations en mars 1986 sur Apple II, Atari 8-bit et Commodore 64,,,.

## Accueil
| Nam                      |      |       |
| Média                    | Nat. | Notes |
| Computer and Video Games | US   | 6/10  |
| Tilt                     | FR   | 4/6   |

Après sa sortie en 1986, Nam fait d’abord l’objet d’une critique très mitigé du journaliste Mark Bausman dans le magazine Computer Gaming World. Celui-ci juge en effet que si le précédent titre de Roger Damon, Field of Fire, est une excellente simulation de combat tactique, son moteur de jeu (réutilisé dans Nam ) ne semble pas être adapté à une simulation des combats de la guerre du Viêt Nam et que le jeu ne parvient donc pas à rendre de manière réaliste certaines tactiques utilisé lors de cette guerre. Il regrette également que, contrairement à un jeu comme Kampfgruppe, le jeu n’offre que peu d’option pour personnaliser les scénarios et qu’il lui manque certaines fonctionnalités, notamment pour annuler un ordre. Concernant les scénarios proposés, il est plus positif et juge qu’ils sont plutôt représentatifs du type d’engagement rencontré dans le conflit. Il les trouve cependant inégaux et juge que si l’attaque de Hué est excellente, grâce aux nombreuses options tactiques qu’il offre, d’autres se révèle rapidement ennuyeux. En conclusion, il juge le jeu décevant du fait de son utilisation d’un système de jeu adapté à la Seconde Guerre mondiale pour simuler un conflit totalement différent, même s’il estime que sa jouabilité en fait un jeu intéressant pour les joueurs débutants. Steve Panak, du magazine Analog Computing, est au contraire enthousiasmé par Nam qu’il juge « aussi bon que son titre est simple » en expliquant que Strategic Simulations est parvenu à créer « non pas un jeu, mais une véritable expérience ». Il salue notamment ses graphismes « détaillés et agréables », ses effets sonores réalistes, son interface graphique « facile à prendre en main » et son excellente documentation avant de conclure qu’il s’agit d’un jeu « vraiment amusant et accessible », qui permet au joueur d’expérimenté rapidement et sans efforts les combats de la guerre du Viêt Nam. À sa sortie en France, le jeu est également salué par le journaliste Laurent Schwartz du magazine Tilt qui le décrit comme « un bon wargame », suffisamment complexe pour être intéressant tout en étant assez simple pour être accessible à tous.